# Shaun Benjamin MacDonald
Shaun Benjamin MacDonald (* 17. června 1988, Swansea, Wales, Spojené království) je velšský fotbalový záložník a reprezentant, v současnosti hráč anglického klubu AFC Bournemouth.

## Klubová kariéra
- Swansea City AFC (mládež)
- Swansea City AFC 2005–2011
- →  Yeovil Town FC (hostování) 2009–2011
- AFC Bournemouth 2011–

## Reprezentační kariéra
MacDonald nastupoval za velšské mládežnické reprezentace U19 a U21.
Svůj debut za velšské reprezentační A-mužstvo absolvoval 12. 10. 2010 v kvalifikačním utkání v Basileji proti reprezentaci Švýcarska (porážka 1:4). Se svým týmem se zúčastnil úspěšné kvalifikace znamenající postup na EURO 2016 ve Francii (byl to premiérový postup Walesu na evropský šampionát).